# Городская вычислительная сеть
Городская вычислительная сеть (metropolitan area network, MAN) (от англ. «сеть крупного города») объединяет компьютеры в пределах города, представляет собой сеть, по размерам меньшую, чем WAN, но большую, чем LAN.

## История
Самым простым примером городской сети является система кабельного телевидения. Она стала правопреемником обычных антенных сетей в тех местах, где по тем или иным причинам качество эфира было слишком низким. Общая антенна в этих системах устанавливалась на вершине какого-нибудь холма, и сигнал передавался в дома абонентов через кабельные сети.
Когда Интернет стал привлекать к себе массовую аудиторию, операторы кабельного телевидения поняли, что, внеся небольшие изменения в систему, можно сделать так, чтобы по тем же каналам в неиспользуемой части спектра передавались (причём в обе стороны) цифровые данные. С этого момента кабельное телевидение стало постепенно превращаться в MAN.

## Описание
MAN — это не только кабельное телевидение. Недавние разработки, связанные с высокоскоростным беспроводным доступом в Интернет, привели к созданию других MAN, которые описаны в стандарте IEEE 802.16, описывающем широкополосные беспроводные ЛВС.
MAN (Metropolitan Area Network) — опорная сеть провайдера. То есть точки, связанные скоростными каналами. Расстояние — от 1 до 10 км. Это ещё не WAN, но точно MAN-решения.
MAN применяется для объединения в одну сеть группы сетей, расположенных в разных зданиях. В диаметре такая сеть может составлять от 5 до 50 километров.
Как правило, MAN не принадлежит какой-либо отдельной организации, в большинстве случаев её соединительные элементы и прочее оборудование принадлежит группе пользователей или же провайдеру, кто берёт плату за обслуживание. Об уровне обслуживания заранее договариваются и обсуждают некоторые гарантийные обязательства.
MAN часто действует как высокоскоростная сеть, чтобы позволить совместно использовать региональные ресурсы (подобно большой LAN). Это также часто используется, чтобы обеспечить общедоступное подключение к другим сетям, используя связь с WAN.